# Metallurg-Stadion (Samara)
Das Metallurg-Stadion ist ein Fußballstadion in der russischen Stadt Samara. Es bietet Platz für knapp 33.000 Zuschauer und diente dem in Samara ansässigen Verein Krylja Sowetow Samara als Heimstätte.

## Geschichte
Das Metallurg-Stadion in Samara wurde im Jahre 1957 erbaut und am 10. August 1957 eingeweiht. Der erste Gegner in einem Pflichtspiel war ZSKA Klon im Jahre 1959, als 10.000 Zuschauer ins Metallurg-Stadion geströmt waren, um die 3:4-Niederlage Samaras zu sehen. 
Im Metallurg-Stadion gibt es heute 33.001 Zuschauerplätze. Diese sind aufgeteilt auf die Westtribüne mit 11.741 Plätzen, die Osttribüne mit 12.384 Plätzen, die Nordtribüne mit 8.876 Plätzen und 3.402 Plätze für die Gästefans. Das Stadion verfügt über 20 behindertengerechte Plätze für Rollstuhlfahrer, 34 Plätze für Journalisten, sowie über eine Loge für prominente Gäste über der Nordtribüne. Außerdem gibt es seit 1997 Rasenheizung. Im Gelände des Metallurg-Stadions befinden sich zudem einige Trainingsplätze, die auch von der zweiten Mannschaft von Krylja Sowetow Samara genutzt werden. Am Stadion befinden sich zudem ein Volleyball-Platz, ein Basketball-Spielfeld, zwei Tennisfelder sowie einige andere Aktivitätsmöglichkeiten.
Samara war einer der Austragungsorte der Fußball-Weltmeisterschaft 2018. Für das Turnier wurde ein neues Fußballstadion, die Kosmos-Arena mit etwa 45.000 Plätzen, erbaut. Nach Fertigstellung siedelte Krylja Sowetow Samara in das neue Stadion über.

## Galerie

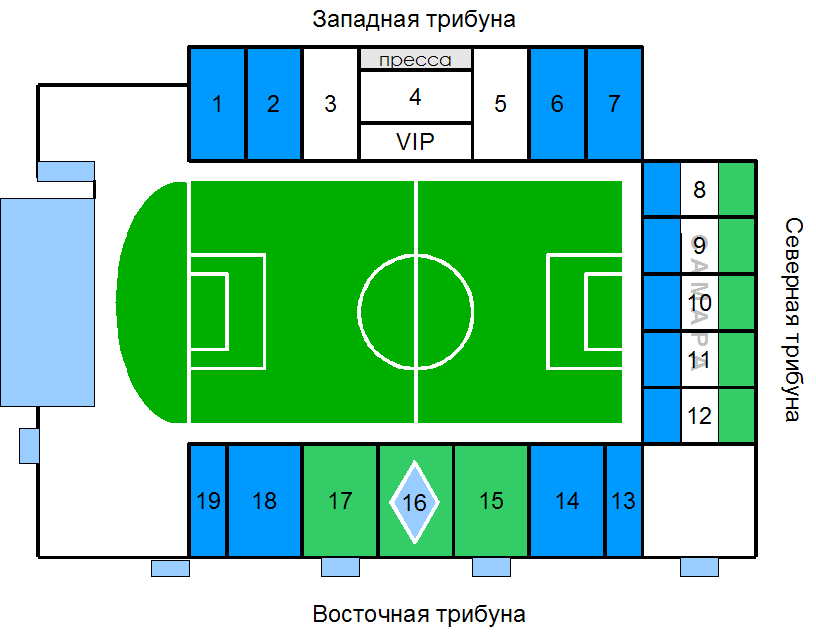
Der Tribünenplan des Metallurg-Stadions
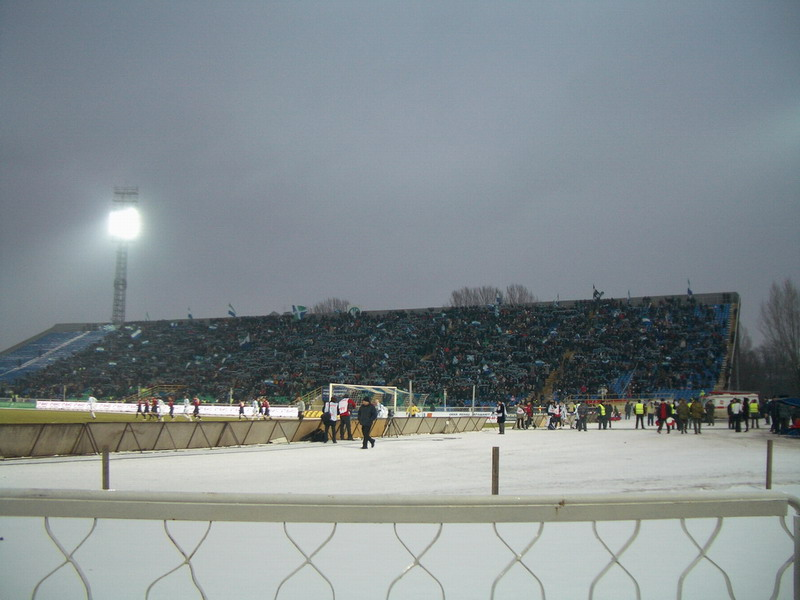
März 2007